# Yorushika
Yorushika ist ein seit 2017 aktives Musikerduo bestehend aus dem ehemaligen Vocaloid-Produzenten N-buna und der Sängerin Suis. Eine Besonderheit des Duos ist die Geheimhaltung ihrer Identitäten: So zeigen sie sich sehr selten in der Öffentlichkeit und spielen in der Regel sehr wenige Konzerte.

## Geschichte
Vor der Gründung von Yorushika war N-buna als Vocaloid-Produzent auf Niconico aktiv und konnte dort eine größere Anhängerschaft aufbauen. Er veröffentlichte zwei Alben bei U&R Records, einer Firmentochter des Unternehmens Dwango zu dem auch die Niconico-Plattform gehört.
Laut einem Interview mit der Nachrichten-Website Natalie traf er durch eine gemeinsame Bekanntschaft auf die Sängerin Suis, die seit längeren ein Fan von N-bunas Werken war. So wurde sie eingeladen, als Gast-Sängerin auf zwei Konzerten in Tokio aufzutreten. N-buna frage Suis schließlich, mit ihm das Projekt Yorushika zu gründen. Der Grund war, dass N-buna eine menschlichere Stimme in seiner Musik haben wollte, was mit Vocaloid nicht gegeben war. Bis Ende 2020 erschienen zwei EPs und drei Studioalben, die allesamt in den japanischen Albumcharts einsteigen konnten. Seit der Gründung des Projekts stieg die Popularität des Duos rasant an, was laut diverser Kritiker daran liegt, dass die Liedtexte vor allem jüngere Menschen erreiche. Zudem erreichte das Lied Tada Kimi ni Hare eine große Bekanntheit durch die Social-Media-Plattform TikTok.
Die Musiker geben ihre wahren Identitäten nicht preis und spielen sehr selten Konzerte. Bis August 2019 traten Yorushika erst zweimal live auf. Die Musiker möchten, dass ihre Fans, ohne Vorurteile zu entwickeln, ihre Musik hören.
Das Duo steuerte im Jahr 2020 das Lied Usotsuki im Abspann des Anime-Kinofilms Um ein Schnurrhaar bei. Im gleichen Jahr gewann das Projekt den Japan Gold Disc Award und wurde in der Kategorie Bester japanischer Act für einen MTV Europe Music Award nominiert. Ebenso war Yorushika im Grand Prix der CD Shop Awards, die 2021 zum dreizehnten mal verliehen wurden, nominiert und wurde als Finalist für ihr Werk Plagiarism ausgezeichnet. Bei den Space Shower Awards im gleichen Jahr erhielt das Duo eine Nominierung in der Kategorie Best Pop Artist.
Am 5. April 2023 erschien mit Magic Lantern das inzwischen vierte Studioalbum des Duos.

## Stil
Die Musik des Duos wird als leidenschaftlich und fröhlich beschrieben, was im Gegensatz zu den eher tiefgründigeren Liedtexten steht, die häufig Ideen von Liebe und menschlichen Emotionen einbauen und dabei von Lyrikern wie Jules Verne und Masuji Ibuse inspiriert sind.

## Name
Der Name des Duos stammt aus der Liedzeile Yoru shika mō nemurezu ni ihres Stücks Kumo to Yūrei, was wörtlich übersetzt Ich kann nur nachts schlafen bedeutet.

## Diskografie
Studioalben

| Jahr | Titel Musiklabel                                                                                                | Höchstplatzierung, Gesamtwochen, AuszeichnungChartsChartplatzierungen (Jahr, Titel, Musiklabel, Platzierungen, Wochen, Auszeichnungen, Anmerkungen) | Anmerkungen                           |
| Jahr | Titel Musiklabel                                                                                                | JP | Anmerkungen                           |
| ---- | --- | --- | ------------------------------------- |
| 2019 | That’s Why I Gave Up on Music Originaltitel: だから僕は音楽を辞めた Dakara Boku wa Ongaku wo Yameta U&R Records | JP5 (100 Wo.)JP | Erstveröffentlichung: 10. April 2019  |
| 2019 | Elma Originaltitel: エルマ Eruma Universal Music Japan                                                          | JP3 (60 Wo.)JP | Erstveröffentlichung: 28. August 2019 |
| 2020 | Plagiarism Originaltitel: 盗作 Tōsaku Universal Music Japan                                                     | JP2 Gold · (72 Wo.)JP | Erstveröffentlichung: 29. Juli 2020   |
| 2023 | Magic Lantern 幻燈 Gentō Polydor Records                                                                        | JP— aJP | Erstveröffentlichung: 5. April 2023   |

## Auszeichnungen und Nominierungen
| Jahr | Auszeichnung              | Kategorie                      | für        | Resultat   | Quellen |
| ---- | ------------------------- | ------------------------------ | ---------- | ---------- | ------- |
| 2020 | Japan Gold Disc Awards    | Top-5 Newcomer-Künstler        | Yorushika  | Gewonnen   | [ 11 ]  |
| 2020 | MTV Europe Music Awards   | Bester japanischer Act         | Yorushika  | Nominiert  | [ 12 ]  |
| 2021 | CD Shop Awards            | Finalist Award                 | Plagiarism | Gewonnen   | [ 13 ]  |
| 2021 | Space Shower Music Awards | Best Pop Artist                | Yorushika  | Nominiert  | [ 14 ]  |
| 2024 | Anime Grand Prix          | Best Anime Song                | Haru       | 10. Platz  | [ 19 ]  |
| 2025 | Anime Trending Awards     | Opening Theme Song of the Year | Haru       | Ausstehend | [ 20 ]  |